# Resultados do Carnaval do Rio de Janeiro em 1983
Nesta página estão listados os resultados dos concursos de escolas de samba, blocos de empolgação, blocos de enredo, frevos carnavalescos, ranchos carnavalescos e sociedades carnavalescas do carnaval do Rio de Janeiro do ano de 1983. Os desfiles foram realizados entre os dias 11 e 19 de fevereiro de 1983.
A Beija-Flor venceu o Grupo 1-A, conquistando seu quinto título na elite do carnaval carioca. O desfile da escola homenageou Ganga Zumba, José do Patrocínio, Luana de Noailles, Clementina de Jesus, Pinah, Pelé e Grande Otelo. O enredo "A Grande Constelação das Estrelas Negras" foi desenvolvido pelo carnavalesco Joãosinho Trinta, que conquistou seu oitavo título no carnaval do Rio de Janeiro. O resultado causou polêmica, especialmente pelo desempenho do jurado Messias Neiva, que conferiu nota máxima apenas à Beija-Flor. Apontadas como favoritas por público e crítica, Portela foi vice-campeã, Império Serrano ficou em terceiro lugar, e Mocidade Independente de Padre Miguel apenas a sexta colocada. Durante o desfile da Caprichosos de Pilares, faltou luz na Rua Marquês de Sapucaí. Por esse motivo, a escola não foi julgada e não houve rebaixamento.
Unidos de São Carlos foi a campeã do Grupo 1-B, sendo promovida à primeira divisão junto com a vice-campeã, Império da Tijuca. Acadêmicos do Engenho da Rainha conquistou o título do Grupo 2-A. Mocidade Unida de Jacarepaguá venceu o Grupo 2-B. Bola de Ouro ganhou a disputa de frevos. Decididos de Quintino e Império de São Cristóvão venceram os grupos de ranchos. Turunas de Monte Alegre foi campeão do concurso das grandes sociedades.
Flor da Mina do Andaraí; Unidos de São Cristóvão; Mocidade do Lins; Bloco do China; Império do Gramacho; Dragão de Nilópolis; Embaixadores da Paulo Ramos; Unidos da Galeria; Roda Quem Pode; Sangue Jovem; Mimo de Acari; e Unidos do Bairro Central foram os campeões dos grupos de blocos de enredo. Grilo de Bangu; Pena Vermelha de Madureira; Coração das Meninas; Mocidade Unida de Marechal Hermes; e Leão de Realengo venceram os grupos dos blocos de empolgação.

## Escolas de samba

### Grupo 1-A
O desfile do Grupo 1-A foi organizado pela Associação das Escolas de Samba da Cidade do Rio de Janeiro (AESCRJ) e realizado na Rua Marquês de Sapucaí, entre as 18 horas do domingo, dia 13 de fevereiro de 1983, e as 12 horas e 35 minutos do dia seguinte. O desfile foi aberto por Unidos da Ponte e Caprichosos de Pilares, respectivamente vice-campeã e campeã do Grupo 1-B do ano anterior.
| Ordem dos desfiles |
| 1. Unidos da Ponte 2. Caprichosos de Pilares 3. Unidos de Vila Isabel 4. Unidos da Tijuca 5. Estação Primeira de Mangueira 6. União da Ilha do Governador 7. Acadêmicos do Salgueiro 8. Portela 9. Império Serrano 10. Imperatriz Leopoldinense 11. Mocidade Independente de Padre Miguel 12. Beija-Flor |

Quesitos e julgadores
As escolas foram avaliadas em dez quesitos. Todos os quesitos passaram a ter o mesmo valor.
| Quesitos | Quesitos                     | Julgador 1               | Julgador 2                         |
| -------- | ---------------------------- | ------------------------ | ---------------------------------- |
|          | Bateria                      | Hélio Villar             | João D'Ângelo                      |
|          | Harmonia                     | Hélio Cordovil           | Maria Alice Saraiva                |
|          | Samba-Enredo                 | Ivete Garcia             | Sérgio Ferreira                    |
|          | Evolução                     | Dea Peçanha              | Tilia Norka                        |
|          | Fantasias                    | Aladir Duarte de Azevedo | Maria Lúcia Regina Caminha Dedawar |
|          | Enredo                       | Olga Savary              | Jezebel Frigary                    |
|          | Comissão de Frente           | Sônia Vieira             | Vera Martins                       |
|          | Alegorias e Adereços         | Sílvio Pinto             | Messias Neiva                      |
|          | Mestre-Sala e Porta-Bandeira | Maria Teresa Soldatelli  | Denise Casoni                      |
|          | Conjunto                     | Edinha Diniz             | Waldir da Costa Alves              |

#### Classificação
Beija-Flor foi a campeã, conquistando seu quinto título na elite do carnaval carioca. O campeonato anterior da escola foi conquistado três anos antes, em 1980. Última escola a desfilar, a Beija-Flor prestou um tributo a sete personalidades negras: Ganga Zumba, o primeiro líder do Quilombo dos Palmares; o jornalista e escritor José do Patrocínio; Luana de Noailles, a primeira modelo negra do Brasil; a cantora Clementina de Jesus; Pinah Ayoub, destaque da Beija-Flor que dançou com o príncipe Charles durante sua passagem pelo Rio em 1978; o jogador de futebol Pelé; e o ator Grande Otelo. O enredo "A Grande Constelação das Estrelas Negras" foi desenvolvido pelo carnavalesco Joãosinho Trinta, que conquistou seu oitavo título no carnaval do Rio de Janeiro. Dos cinco homenageados vivos, apenas Pelé não participou do desfile. Luana, Clementina de Jesus, Pinah e Grande Otelo desfilaram em alegorias da escola.
O resultado do carnaval causou polêmica. A jurada Maria Teresa Soldatelli, do quesito Mestre-Sala e Porta-Bandeira, conferiu nota dez à Mangueira e nove ao Salgueiro, mas fez um adendo em seu mapa de notas dizendo que havia invertido as notas. Os diretores da Mangueira Djalma Arruda e Carlinhos Dória invadiram a mesa apuradora e tentaram rasgar os mapas com as notas. A Polícia precisou intervir para encerrar a confusão. O jurado Messias Neiva, do quesito Alegorias e Adereços, conferiu nota dez apenas à Beija-Flor, enquanto as demais escolas receberam nota igual ou inferior à oito. Entrevistado pelo Jornal O Globo no dia seguinte à apuração, Messias disse não se lembrar dos enredos das escolas e declarou ter dado nota dez apenas à Beija-Flor pelo fato da agremiação ter desfilado de dia, quando a visibilidade é maior. As justificativas não foram bem aceitas pelo público, uma vez que outras escolas também desfilaram de dia e receberam notas menores.
Assim como no ano anterior, a Portela ficou com o vice-campeonato, dessa vez, por três pontos de diferença para a campeã. A Portela realizou um desfile sobre reis, seja na cultura, no folclore ou na política. Campeão do ano anterior, o Império Serrano conquistou a terceira colocação com um desfile sobre as mães baianas. Imperatriz Leopoldinense ficou em quarto lugar desfilando um fictício encontro entre o Rei da Costa do Marfim e Chica da Silva em Diamantina. No enredo, o carnavalesco Arlindo Rodrigues juntou dois de seus carnavais no Salgueiro: "Chica da Silva" de 1963, e "Festa Para Um Rei Negro" de 1971. Quinta colocada, a Mangueira realizou um desfile sobre os quatro últimos enredos campeões da escola, além de homenagear o cantor e compositor Cartola, morto em 1980. Uma das favoritas do ano, a Mocidade Independente de Padre Miguel ficou apenas em sexto lugar com um elogiado desfile em que criticou o desmatamento da região do Xingu e pediu a demarcação das terras indígenas. Mangueira e Mocidade somaram a mesma pontuação final. O desempate foi estabelecido no quesito Enredo, onde a Mangueira teve pontuação maior. Sétima colocada, a União da Ilha realizou um desfile sobre as mãos. O Salgueiro ficou em oitavo lugar com uma apresentação sobre a história da caricatura no Brasil. O tema foi sugerido pelo produtor Augusto César Vannucci e pelo cartunista Lan, que desenhou figurinos para o desfile. O carnavalesco José Luiz Rodrigues abandonou os trabalhos antes do carnaval, sendo substituído pelo presidente da escola, Régis Cardoso. Homenageando os escritores Olavo Bilac, Diná Silveira de Queirós, Machado de Assis, José de Alencar, Euclides da Cunha e Jorge Amado, a Unidos de Vila Isabel se classificou em nono lugar. Unidos da Tijuca foi a décima colocada com uma apresentação sobre o folclore nordestino e o artesanato de barro da região. Estreando na elite do carnaval, a Unidos da Ponte homenageou artistas plásticos, obtendo a décima primeira colocação. Recém promovida ao Grupo 1-A, após vencer o Grupo 1-B no ano anterior, a Caprichosos de Pilares realizou um desfile sobre a culinária brasileira. A escola não foi julgada devido a uma pane num transmissor da Light, que causou um apagão em dois terços da Rua Marquês de Sapucaí durante o seu desfile. Pelo mesmo motivo, a AESCRJ também decidiu cancelar o rebaixamento, mantendo todas as escolas na primeira divisão.
| Legenda: Desfile dos Campeões |

| Col.          | Escola                                | Enredo                                                       | Carnavalesco(a)                                                  | Pontos          | Desempate       |
| ------------- | ------------------------------------- | ------------------------------------------------------------ | ---------------------------------------------------------------- | --------------- | --------------- |
| 1             | Beija-Flor                            | A Grande Constelação das Estrelas Negras                     | Joãosinho Trinta                                                 | 204             | -               |
| 2             | Portela                               | A Ressurreição das Coroas - Reisado, Reino e Reinado         | Edmundo Braga e Paulino Espírito Santo                           | 201             | -               |
| 3             | Império Serrano                       | Mãe Baiana Mãe                                               | Renato Lage                                                      | 200             | -               |
| 4             | Imperatriz Leopoldinense              | O Rei da Costa do Marfim Visita Chica da Silva em Diamantina | Arlindo Rodrigues                                                | 198             | -               |
| 5             | Estação Primeira de Mangueira         | Verde que Te Quero Rosa, Semente Viva do Samba               | Max Lopes                                                        | 193             | Enredo (20 pts) |
| 6             | Mocidade Independente de Padre Miguel | Como Era Verde Meu Xingu                                     | Fernando Pinto                                                   | 193             | Enredo (18 pts) |
| 7             | União da Ilha do Governador           | Toma Lá, Dá Cá                                               | Wani Araújo                                                      | 190             | -               |
| 8             | Acadêmicos do Salgueiro               | Traços e Troças                                              | Augusto César Vannucci, Lan, José Luiz Rodrigues e Régis Cardoso | 188             | -               |
| 9             | Unidos de Vila Isabel                 | Os Imortais                                                  | Fernando Costa                                                   | 183             | -               |
| 10            | Unidos da Tijuca                      | Brasil: Devagar com o Andor que o Santo É de Barro           | Yarema Ostrog                                                    | 180             | -               |
| 11            | Unidos da Ponte                       | E Eles Verão a Deus                                          | Geraldo Cavalcante                                               | 160             | -               |
| Hors concours | Caprichosos de Pilares                | Um Cardápio à Brasileira                                     | Luiz Fernando Reis                                               | Não foi julgada | -               |

### Grupo 1-B
O desfile do Grupo 1-B (segunda divisão) foi organizado pela AESCRJ e realizado na Rua Marquês de Sapucaí, a partir das 19 horas e 30 minutos da sexta-feira, dia 14 de fevereiro de 1983.
| Ordem dos desfiles |
| 1. Paraíso do Tuiuti 2. Unidos do Jacarezinho 3. Império do Marangá 4. Império da Tijuca 5. Em Cima da Hora 6. Arrastão de Cascadura 7. Unidos de Bangu 8. Unidos de Lucas 9. Unidos do Cabuçu 10. Acadêmicos de Santa Cruz 11. Lins Imperial 12. Unidos de São Carlos |

Quesitos e julgadores
As escolas foram avaliadas em dez quesitos.
| Quesitos | Quesitos                     | Julgadores                        | Julgadores                         |
| -------- | ---------------------------- | --------------------------------- | ---------------------------------- |
|          | Bateria                      | Jonas Travassos                   | Lourdes Fátima de Almeida Trindade |
|          | Harmonia                     | Breno Lucena de Sá                | Carlos Eduardo de Almeida Barata   |
|          | Samba-Enredo                 | Jurema Regina de Souza            | Walmir Leal                        |
|          | Evolução                     | Lina Fróes                        | Mírian Nunes Teixeira              |
|          | Fantasias                    | Cecília Pinto                     | Hélio Alves de Oliveira            |
|          | Enredo                       | Roberto Mauro                     | Sérgio Fonta                       |
|          | Comissão de Frente           | Frederico Barbosa Laatsch         | Rita de Cássia Rosas               |
|          | Alegorias e Adereços         | Ledi Mendes Gonzales              | Luiz Rodolpho Portugal Prillwitz   |
|          | Mestre-Sala e Porta-Bandeira | Fátima Regina Araújo Cruz         | Luiz Magnelli                      |
|          | Conjunto                     | Maria de Lourdes da Motta Pereira | Neyde Xavier                       |

#### Classificação
Unidos de São Carlos foi a campeã, conquistando seu quinto título na segunda divisão. Com a vitória, a escola garantiu seu retorno ao Grupo 1-A, de onde foi rebaixada no ano anterior. Foi o último desfile da escola com este nome. Após a confirmação do título, o presidente da agremiação anunciou sua renomeação para "Estácio de Sá". Vice-campeão, o Império da Tijuca também foi promovido ao Grupo 1-A, de onde foi rebaixado no ano anterior.
| Legenda: Promovidas ao Grupo 1-A / Desfile dos Campeões |

| Col. | Escola                   | Enredo                                                | Carnavalesco(a)                                 | Pontos | Desempate        |
| ---- | ------------------------ | ----------------------------------------------------- | ----------------------------------------------- | ------ | ---------------- |
| 1    | Unidos de São Carlos     | Orfeu do Carnaval                                     | Sílvio Cunha                                    | 207    | -                |
| 2    | Império da Tijuca        | Santos e Pecadores                                    | Gil Ricon                                       | 203    | -                |
| 3    | Acadêmicos de Santa Cruz | Uma Andorinha Só não Faz Verão                        | Lucas Pinto                                     | 198    | -                |
| 4    | Unidos do Cabuçu         | A Visita de Ony de Ifé ao Obá de Oió                  | Gustavo Coutinho do Nascimento e Ronaldo Marins | 197    | -                |
| 5    | Unidos de Bangu          | Obrigado, Brasil                                      | Ernesto Nascimento                              | 193    | -                |
| 6    | Unidos de Lucas          | Senta que o Leão É Manso                              | Carlinhos de Andrade e Roberto Costa            | 192    | Bateria (19 pts) |
| 7    | Lins Imperial            | O Dragão da Maldade Contra o Santo Guerreiro          | José Félix Garcez Netto                         | 192    | Bateria (18 pts) |
| 8    | Paraíso do Tuiuti        | Vamos Falar de Amor                                   | Maria Augusta                                   | 189    | -                |
| 9    | Unidos do Jacarezinho    | Quente como Inferno, Negro como Noite, Doce como Amor | Mory e Paulinho                                 | 188    | -                |
| 10   | Em Cima da Hora          | Enredo sem Enredo                                     | Ney Roriz                                       | 181    | -                |
| 11   | Arrastão de Cascadura    | Barravilhosa                                          | Adalberto Sampaio                               | 179    | -                |
| 12   | Império do Marangá       | A Coroa do Rei não É de Ouro, nem de Prata            | Leão Góes e Carlos Hiram                        | 174    | -                |

### Grupo 2-A
O desfile do Grupo 2-A (terceira divisão) foi organizado pela AESCRJ e realizado na Avenida Rio Branco, a partir das 20 horas e 30 minutos do domingo, dia 13 de fevereiro de 1983.
| Ordem dos desfiles |
| 1. Acadêmicos do Cachambi 2. Unidos da Vila Santa Tereza 3. Unidos de Nilópolis 4. Unidos do Uraiti 5. São Clemente 6. União de Jacarepaguá 7. Independentes de Cordovil 8. Acadêmicos do Engenho da Rainha 9. Foliões de Botafogo 10. Tupy de Brás de Pina 11. Arranco 12. Unidos de Manguinhos |

#### Classificação
Acadêmicos do Engenho da Rainha foi campeã por um ponto de diferença para a São Clemente. Com a vitória, a escola foi promovida à segunda divisão, de onde estava afastada desde 1978. A São Clemente também foi promovida ao Grupo 1-B, de onde estava afastada desde 1980.
| Legenda: Promovidas ao Grupo 1-B * Sem informação disponível |

| Col. | Escola                          | Enredo                                          | Carnavalesco(a)             | Pontos | Desempate        |
| ---- | ------------------------------- | ----------------------------------------------- | --------------------------- | ------ | ---------------- |
| 1    | Acadêmicos do Engenho da Rainha | Os Alegres Pregões do Paço Imperial             | Edson Silva Mendes          | 194    | -                |
| 2    | São Clemente                    | A Criação da Noite                              | Carlinhos Andrade           | 193    | -                |
| 3    | Unidos de Nilópolis             | Carmen Miranda, a Embaixatriz do Samba          | Comissão de Carnaval        | 188    | -                |
| 4    | Unidos de Manguinhos            | A Festa do Negro Soberano                       | Braulino Gomes e José Felix | 185    | -                |
| 5    | União de Jacarepaguá            | Vovô Viu a Uva                                  | *                           | 179    | Bateria (20 pts) |
| 6    | Arranco                         | Até Parece que Foi Ontem                        | Hector Higino               | 179    | Bateria (19 pts) |
| 7    | Independentes de Cordovil       | De Adão a João                                  | *                           | 177    | -                |
| 8    | Tupy de Brás de Pina            | Mistério das Matas com Ossaim, Ossanha e Oxóssi | Rafael Cangerê              | 162    | -                |
| 9    | Foliões de Botafogo             | Dona Santa, Rainha do Maracatu                  | *                           | 159    | -                |
| 10   | Unidos da Vila Santa Tereza     | Um Talento na História, Jackson do Pandeiro     | Adolfo Sodré                | 155    | -                |
| 11   | Unidos do Uraiti                | Divindade de Um Orixá                           | *                           | 145    | -                |
| 12   | Acadêmicos do Cachambi          | Sonho de Uma Criança                            | *                           | 134    | -                |

### Grupo 2-B
O desfile do Grupo 2-B (quarta divisão) foi organizado pela AESCRJ e realizado na segunda-feira, dia 14 de fevereiro de 1983, na Avenida Rio Branco. Com início marcado para as 18 horas, começou com quase quatro horas de atraso.
| Ordem dos desfiles |
| 1. Grande Rio 2. Unidos de Cosmos 3. União de Vaz Lobo 4. Império de Campo Grande 5. Unidos da Zona Sul 6. União de Rocha Miranda 7. Unidos de Padre Miguel 8. Mocidade Unida de Jacarepaguá |

#### Classificação
Mocidade Unida de Jacarepaguá foi a campeã, sendo promovida ao Grupo 2-A. Vice-campeã, a Unidos de Padre Miguel também foi promovida à terceira divisão, de onde estava afastada desde 1978.
| Legenda: Promovidas ao Grupo 2-A * Sem informação disponível |

| Col. | Escola                        | Enredo                                  | Carnavalesco(a)                                       | Pontos |
| ---- | ----------------------------- | --------------------------------------- | ----------------------------------------------------- | ------ |
| 1    | Mocidade Unida de Jacarepaguá | Profecia de lfá, Uma História de Amor   | Antônio Carbonelli, Gibi, Agnaldo e Wanderley Caramba | 188    |
| 2    | Unidos de Padre Miguel        | Festa da Mãe d`Água                     | José Eugênio                                          | 184    |
| 3    | União de Vaz Lobo             | Metamorfose                             | Jeusamir da Silva (Anenguê)                           | 183    |
| 4    | União de Rocha Miranda        | Festa das Bandeiras                     | Wilson Miranda                                        | 167    |
| 5    | Império de Campo Grande       | O Palhaço que É                         | *                                                     | 153    |
| 6    | Grande Rio                    | Alegria, Tristeza, Alegria, Lágrimas    | *                                                     | 150    |
| 7    | Unidos de Cosmos              | Como Era Bom, Homenagem a Ataulfo Alves | *                                                     | 149    |
| 8    | Unidos da Zona Sul            | Meia-Noite                              | *                                                     | 141    |

## Blocos de empolgação
Os desfiles dos blocos de empolgação foram organizados pela Federação dos Blocos Carnavalescos do Estado do Rio de Janeiro (FBCERJ). A apuração dos resultados foi realizada na sexta-feira, dia 18 de fevereiro de 1983, no Pavilhão de São Cristóvão.

### Grupo A-1
O desfile do Grupo A-1 foi realizado a partir da noite da segunda-feira, dia 14 de fevereiro de 1983, no Boulevard 28 de Setembro, em Vila Isabel.

#### Classificação
Grilo de Bangu foi o campeão.
| Col. | Bloco                               | Pontos |
| ---- | ----------------------------------- | ------ |
| 1    | Grilo de Bangu                      | 129    |
| 2    | Fala Meu Louro                      | 128    |
| 3    | Eles que Digam                      | 125    |
| 4    | Mocidade da Mallet                  | 123    |
| 5    | Independente do Morro do Pinto      | 123    |
| 6    | Temporão de Cordovil                | 123    |
| 7    | Unidos da Gregório de Vigário Geral | 119    |
| 8    | Onda Braba de Vista Alegre          | 97     |
| 9    | Beco do Sorriso                     | 115    |
| 10   | Sineta do Engenho Novo              | 115    |
| 11   | Unidos de Botafogo                  | 113    |
| 12   | O Feitiço É Nosso                   | 112    |
| 13   | Balanço da Mangueira                | 109    |
| 14   | Pantera do Engenho da Rainha        | 0      |

### Grupo A-2
O desfile do Grupo A-2 foi realizado a partir da noite da segunda-feira, dia 14 de fevereiro de 1983, na Rua Dias da Cruz, no Méier.

#### Classificação
Pena Vermelha de Madureira foi o campeão.
| Col. | Bloco                      | Pontos |
| ---- | -------------------------- | ------ |
| 1    | Pena Vermelha de Madureira | 128    |
| 2    | Furão de Olaria            | 126    |
| 3    | Caracol de Copacabana      | 123    |
| 4    | Bacanas da Piedade         | 122    |
| 5    | Cardosão de Laranjeiras    | 121    |
| 6    | Razão de Viver             | 116    |
| 7    | Alegria da Capelinha       | 116    |
| 8    | Unidos de Oswaldo Cruz     | 115    |
| 9    | Amendoeira                 | 114    |
| 10   | Chamego de Benfica         | 111    |
| 11   | Chuchu Beleza de Irajá     | 108    |
| 12   | Caciquinho de Inhoaíba     | 101    |
| 13   | Bacanas do Méier           | 0      |
| 14   | Bafo de Gato               | 0      |

### Grupo A-3
O desfile do Grupo A-3 foi realizado a partir da noite do domingo, dia 13 de fevereiro de 1983, na Rua Domingos Lopes, em Madureira.

#### Classificação
Coração das Meninas foi o campeão.
| Col. | Bloco                             | Pontos |
| ---- | --------------------------------- | ------ |
| 1    | Coração das Meninas               | 129    |
| 2    | Magnatas de Engenheiro Pedreira   | 125    |
| 3    | Paz e Harmonia                    | 125    |
| 4    | Unidos da Lapa                    | 124    |
| 5    | Sufoco de Olaria                  | 118    |
| 6    | Tigre de Bonsucesso               | 115    |
| 7    | Mocidade da Pavuna                | 114    |
| 8    | Cara de Boi                       | 114    |
| 9    | Tigre da Vila                     | 113    |
| 10   | Escovão da Riachuelo              | 112    |
| 11   | Xodó de Oswaldo Cruz              | 109    |
| 12   | Império da Salsicha de Cavalcanti | 106    |
| 13   | Urubu Cheiroso                    | 105    |
| 14   | Avante de Guadalupe               | 105    |
| 15   | Bafo da Zebra                     | 94     |
| 16   | Pulo da Onça                      | 93     |

### Grupo A-4
O desfile do Grupo A-4 foi realizado a partir da noite da segunda-feira, dia 14 de fevereiro de 1983, na Estrada da Água Grande, em Vista Alegre.

#### Classificação
Mocidade Unida de Marechal Hermes foi o campeão.
| Col. | Bloco                             | Pontos |
| ---- | --------------------------------- | ------ |
| 1    | Mocidade Unida de Marechal Hermes | 130    |
| 2    | Unidos do Coqueiro                | 122    |
| 3    | Caprichosos de Santa Margarida    | 120    |
| 4    | Chega Mais do Caju                | 116    |
| 5    | Lelé da Cuca                      | 114    |
| 6    | Xavantes do Tingui                | 105    |
| 7    | Irajá Samba                       | 103    |
| 8    | Unidos da Vacaria                 | 103    |
| 9    | Amores de Padre Miguel            | 94     |
| 10   | Bafo da Cobra                     | 58     |
| 11   | Q-7 de Pilares                    | 0      |
| 12   | Gavião da Tijuca                  | 0      |

### Grupo A-5
O desfile do Grupo A-5 foi realizado a partir da noite da segunda-feira, dia 14 de fevereiro de 1983, na Avenida Nova York, em Bonsucesso.

#### Classificação
Leão de Realengo foi o campeão.
| Col. | Bloco                        | Pontos |
| ---- | ---------------------------- | ------ |
| 1    | Leão de Realengo             | 112    |
| 2    | Nasceu Mais Um               | 111    |
| 3    | Corações Amigos              | 96     |
| 4    | Cheirosos da Penha           | 75     |
| 5    | Tubarão de Bento Ribeiro     | 0      |
| 6    | Demorei mas Cheguei          | 0      |
| 7    | Zebra de Madureira           | 0      |
| 8    | Não Me Toque de Brás de Pina | 0      |

## Blocos de enredo
Os desfiles dos blocos de enredo foram organizados pela FBCERJ. A apuração dos resultados foi realizada na sexta-feira, dia 18 de fevereiro de 1983, no Pavilhão de São Cristóvão.

### Grupo 1-A
O desfile do Grupo 1-A foi realizado a partir da noite do sábado, dia 12 de fevereiro de 1983, na Rua Marquês de Sapucaí.

#### Classificação
Flor da Mina do Andaraí foi campeão por um ponto de vantagem para o Unidos da Vila Kennedy.
| Legenda: Desfile dos Campeões Rebaixados para o Grupo 1-B * Sem informação disponível |

| Col. | Bloco                               | Enredo                                           | Pontos |
| ---- | ----------------------------------- | ------------------------------------------------ | ------ |
| 1    | Flor da Mina do Andaraí             | Rubiácea Robusta                                 | 168    |
| 2    | Unidos da Vila Kennedy              | Catedral de Catarina Mina                        | 167    |
| 3    | Quem Fala de Nós não Sabe o que Diz | *                                                | 163    |
| 4    | Leão de Nova Iguaçu                 | Raças e Costumes Vindos de Além-Mar              | 163    |
| 5    | Unidos do Cabral                    | De Geração a Geração                             | 161    |
| 6    | Canários das Laranjeiras            | Abracadabra - Superstições e Amuletos            | 161    |
| 7    | Alegria de Copacabana               | Mandinguerê                                      | 159    |
| 8    | Bafo de Bode                        | Velho Guerreiro - Chacrinha                      | 154    |
| 9    | Vai Se Quiser                       | A Praça                                          | 153    |
| 10   | Difícil É o Nome                    | Um Brasil Colorido                               | 150    |
| 11   | Embalo do Catete                    | Carnaval dos Carnavais                           | 147    |
| 12   | Bafo do Leão                        | Réveillon                                        | 147    |
| 13   | Mocidade Independente de Inhaúma    | Da Boca do Mato a Vila Isabel - Martinho da Vila | 147    |
| 14   | Unidos da Villa Rica                | De Sacopenapã a Copacabana                       | 139    |

### Grupo 1-B
O desfile do Grupo 1-B foi realizado a partir da noite do sábado, dia 12 de fevereiro de 1983, na Avenida Rio Branco.

#### Classificação
Unidos de São Cristóvão foi campeão nos critérios de desempate, sendo promovido ao Grupo 1-A junto com Unidos do Jardim Botânico e Boêmios do Andaraí.
| Legenda: Promovidos ao Grupo 1-A Rebaixados para o Grupo 2-A |

| Col. | Bloco                                  | Enredo                            | Pontos |
| ---- | -------------------------------------- | --------------------------------- | ------ |
| 1    | Unidos de São Cristóvão                | Coisas do Rio                     | 164    |
| 2    | Unidos do Jardim Botânico              | A Vestal Divina                   | 164    |
| 3    | Boêmios do Andaraí                     | *                                 | 163    |
| 4    | Acadêmicos do Vidigal                  | Sua Majestade, a Minha Gente      | 163    |
| 5    | Boi da Freguesia da Ilha do Governador | E o Boi Caiu no Mar e Virou Festa | 162    |
| 6    | Unidos da São Brás                     | *                                 | 160    |
| 7    | Cacareco Unidos do Leblon              | *                                 | 159    |
| 8    | Unidos do Cantagalo                    | *                                 | 153    |
| 9    | Mocidade de Guararapes                 | Sete Amuletos da Sorte            | 156    |
| 10   | Coroado de Jacarepaguá                 | *                                 | 156    |
| 11   | Império da Gávea                       | Os Mistérios                      | 154    |
| 12   | Namorar Eu Sei                         | Rio, Cidade Sorriso               | 153    |
| 13   | Caprichosos de Bento Ribeiro           | Não Nego Pago Quando...           | 141    |
| 14   | Mocidade de São Matheus                | Banzo-Aiê                         | 132    |

### Grupo 2-A
O desfile do Grupo 2-A foi realizado a partir da noite do sábado, dia 12 de fevereiro de 1983, no Boulevard 28 de Setembro, em Vila Isabel.

#### Classificação
Mocidade do Lins foi o campeão, sendo promovido ao Grupo 1-B junto com Imperial de Lucas e Sai Como Pode.
| Legenda: Promovidos ao Grupo 1-B Rebaixados para o Grupo 2-B |

| Col. | Bloco                    | Enredo                                    | Pontos |
| ---- | ------------------------ | ----------------------------------------- | ------ |
| 1    | Mocidade do Lins         | Do Encantado Saruê, As Águas de Jairá     | 100    |
| 2    | Imperial de Lucas        | *                                         | 98     |
| 3    | Sai Como Pode            | O Reviver                                 | 98     |
| 4    | Embalo do Morro do Urubu | Os Velhos Pregões da Praça XV de Novembro | 98     |
| 5    | Império de Botafogo      | *                                         | 96     |
| 6    | Xuxu                     | Do Brasil Para o Mundo                    | 96     |
| 7    | Vem como Pode            | *                                         | 95     |
| 8    | Boêmios da Vila Aliança  | O Boi da Cabeça Dourada                   | 95     |
| 9    | Turma da Chupeta         | Maurícia ou Engenho Mulembá               | 95     |
| 10   | Força Jovem do Horto     | Eu a Juventude                            | 94     |
| 11   | Cometas do Bispo         | A Dança das Mulatas                       | 92     |
| 12   | Acadêmicos da Abolição   | Amor Amor                                 | 88     |
| 13   | Boêmios de Inhaúma       | No Mundo Encantado, Nem Tudo é Encanto    | 64     |
| 14   | Rosa de Ouro             | *                                         | 80     |

### Grupo 2-B
O desfile do Grupo 2-B foi realizado a partir da noite do sábado, dia 12 de fevereiro de 1983, na Rua Dias da Cruz, no Méier.

#### Classificação
Bloco do China foi o campeão, sendo promovido ao Grupo 1-B.
| Legenda: Promovido ao Grupo 1-B Promovidos ao Grupo 2-A Rebaixados para o Grupo 3-A |

| Col. | Bloco                           | Enredo                                     | Pontos |
| ---- | ------------------------------- | ------------------------------------------ | ------ |
| 1    | Bloco do China                  | Os Tambores da Liberdade                   | 100    |
| 2    | Mataram Meu Gato                | *                                          | 96     |
| 3    | Corações Unidos de Bonsucesso   | *                                          | 96     |
| 4    | Mocidade de Vicente de Carvalho | Este é o Nosso Carnaval                    | 92     |
| 5    | Arame de Ricardo                | Um Sonho de Liberdade                      | 91     |
| 6    | Garrafal                        | Saga de Fernão Dias                        | 91     |
| 7    | Coração de Éden                 | Nuvem Branca do Jaraguá                    | 90     |
| 8    | Solta o Bicho                   | *                                          | 90     |
| 9    | Unidos do Rio Comprido          | 25 Anos do Papa da Comunicação (Chacrinha) | 87     |
| 10   | Deixa Comigo                    | Um Coração Chamado Brasil                  | 86     |
| 11   | Baba do Quiabo                  | Palmares Símbolo da Liberdade              | 85     |
| 12   | Unidos do Parque Felicidade     | Lágrimas da Origem Negra do Brasil         | 85     |
| 13   | Custou mas Saiu                 | Peabiru, o Caminho da Montanha do Sol      | 84     |
| 14   | Samba como Pode                 | O Bailar da Natureza                       | 84     |
| 15   | Mocidade de Rocha Miranda       | *                                          | 82     |

### Grupo 3-A
O desfile do Grupo 3-A foi realizado a partir da noite do sábado, dia 12 de fevereiro de 1983, na Rua Domingos Lopes, em Madureira.

#### Classificação
Império do Gramacho foi o campeão, sendo promovido ao Grupo 2-A.
| Legenda: Promovido ao Grupo 2-A Promovidos ao Grupo 2-B Rebaixados para o Grupo 3-B |

| Col. | Bloco                       | Enredo                                  | Pontos |
| ---- | --------------------------- | --------------------------------------- | ------ |
| 1    | Império do Gramacho         | Máscaras                                | 96     |
| 2    | Gavião de Brás de Pina      | O Imperador da Imperatriz               | 95     |
| 3    | Arrastão de São João        | Águas de Oxalá                          | 94     |
| 4    | Unidos da Venda Grande      | Amazônia, Pulmão Verde do Mundo         | 88     |
| 5    | Rouxinol do Grotão da Penha | A Primavera Chegou                      | 87     |
| 6    | Novo Horizonte              | *                                       | 85     |
| 7    | Boca na Garrafa             | Nosso Senhor dos Navegantes             | 85     |
| 8    | Acadêmicos de Bento Ribeiro | Legendário Eldorado                     | 83     |
| 9    | Mocidade do Grajaú          | Rio de Janeiro, Tradicional do Carnaval | 77     |
| 10   | Lambe Copo                  | João de Barro                           | 77     |
| 11   | Unidos da Laureano          | *                                       | 58     |
| 12   | Bloco do Barriga            | Daqui pra lá, Pau e Pedra               | 54     |
| 13   | Alegria de Padre Miguel     | Carnaval de Todos os Tempos             | 33     |

### Grupo 3-B
O desfile do Grupo 3-B foi realizado a partir da noite do sábado, dia 12 de fevereiro de 1983, na Estrada da Água Grande, em Vista Alegre.

#### Classificação
Dragão de Nilópolis foi o campeão, sendo promovido ao Grupo 2-B.
| Legenda: Promovido ao Grupo 2-B Promovidos ao Grupo 3-A Rebaixados para o Grupo 4 |

| Col. | Bloco                           | Enredo                                                | Pontos |
| ---- | ------------------------------- | ----------------------------------------------------- | ------ |
| 1    | Dragão de Nilópolis             | *                                                     | 100    |
| 2    | Dragão de Camará                | O Negro na Cultura Brasileira                         | 98     |
| 3    | Amizade da Água Branca          | Domingo Carioca                                       | 97     |
| 4    | Mocidade Unida do Estácio de Sá | Hoje É Assim                                          | 95     |
| 5    | Só Falta Você                   | Samba, Alegria de um Povo                             | 94     |
| 6    | Mocidade Peteca da Paraná       | Sonho de um Sambista                                  | 91     |
| 7    | Unidos de Edson Passos          | Wagner Montes, de Chicote do Povo a Guerreiro Dourado | 90     |
| 8    | Os Brasinhas                    | O Que é Que Faço Agora                                | 88     |
| 9    | Dilema da Vila de Ramos         | O Mundo é da Criança                                  | 88     |
| 10   | Infantes da Piedade             | Façam o Jogo Senhores                                 | 88     |
| 11   | Inocentes do Jardim Metrópoles  | *                                                     | 86     |
| 12   | Mocidade de Camará              | *                                                     | 84     |
| 13   | Diplomatas de Anchieta          | As Raízes de Anchieta                                 | 84     |
| 14   | Carinhoso da Penha Circular     | Iracema                                               | 78     |

### Grupo 4
O desfile do Grupo 4 foi realizado a partir da noite do domingo, dia 13 de fevereiro de 1983, na Avenida Nova York, em Bonsucesso.

#### Classificação
Embaixadores da Paulo Ramos foi o campeão, sendo promovido ao Grupo 3-A.
| Legenda: Promovido ao Grupo 3-A Promovidos ao Grupo 3-B Rebaixados para o Grupo 5 |

| Col. | Bloco                       | Enredo                 | Pontos |
| ---- | --------------------------- | ---------------------- | ------ |
| 1    | Embaixadores da Paula Ramos | *                      | 94     |
| 2    | Unidos da Catruz            | *                      | 93     |
| 3    | Surpresa de Realengo        | *                      | 92     |
| 4    | Nosso Sonho                 | *                      | 92     |
| 5    | Cem de Nilópolis            | *                      | 91     |
| 6    | Três Unidos do Lote XV      | *                      | 89     |
| 7    | Durinhos de Padre Miguel    | As Maravilhas do Mar   | 86     |
| 8    | Solidão de Cabuis           | Hoje Tem Espetáculo    | 86     |
| 9    | Globo de Ouro               | Assim Canta o Brasil   | 75     |
| 10   | Unidos de Antares           | *                      | 64     |
| 11   | Dragão de Irajá             | A Ginga Brasileira     | 57     |
| 12   | Estrela do Bairro Magali    | Carnaval Festa do Povo | 52     |
| 13   | Suco de Camarão             | *                      | 51     |
| 14   | Unidos da Fazenda           | *                      | 0      |

### Grupo 5
O desfile do Grupo 5 foi realizado a partir da noite do domingo, dia 13 de fevereiro de 1983, na Avenida Nelson Cardoso, em Jacarepaguá.

#### Classificação
Unidos da Galeria foi o campeão, sendo promovido ao Grupo 3-B.
| Legenda: Promovido ao Grupo 3-B Promovidos ao Grupo 4 Rebaixados para o Grupo 6 |

| Col. | Bloco                       | Enredo                                         | Pontos |
| ---- | --------------------------- | ---------------------------------------------- | ------ |
| 1    | Unidos da Galeria           | *                                              | 100    |
| 2    | Aventureiros do Leme        | O Que é Isso, Minha Filha? Foi Boto, Meu Pai?  | 98     |
| 3    | Passa a Régua de Bangu      | *                                              | 97     |
| 4    | Baixada do Sapo             | Maracatu de Chico Rei                          | 96     |
| 5    | Unidos da Pereira da Silva  | Orfeu no Carnaval                              | 93     |
| 6    | Mocidade de Santa Margarida | Carnaval                                       | 92     |
| 7    | Batutas de Cordovil         | *                                              | 91     |
| 8    | União da Ponte              | *                                              | 89     |
| 9    | União da Vila               | Samba Alma de um Povo                          | 88     |
| 10   | Veneno da Suburbana         | Caribé, o Eterno Baiano                        | 87     |
| 11   | Unidos da Vila Jardim       | O Amor Pede Passagem e Cai nos Braços da Folia | 84     |
| 12   | Coroado de Santa Cruz       | Antes, Durante e Depois                        | 80     |
| 13   | Hora Certa                  | A Festa do Folclore Nacional                   | 49     |
| 14   | Alegria do Parque           | O Carioca                                      | 24     |

### Grupo 6
O desfile do Grupo 6 foi realizado a partir da noite do domingo, dia 13 de fevereiro de 1983, na Rua Topázios, em Rocha Miranda.

#### Classificação
Roda Quem Pode foi campeão nos critérios de desempate, sendo promovido ao Grupo 4.
| Legenda: Promovido ao Grupo 4 Promovidos ao Grupo 5 Rebaixados para o Grupo 7 |

| Col. | Bloco                              | Enredo                                   | Pontos |
| ---- | ---------------------------------- | ---------------------------------------- | ------ |
| 1    | Roda Quem Pode                     | *                                        | 97     |
| 2    | Chamego de Turiaçu                 | Poesias de uma Doce Ilusão               | 97     |
| 3    | Portelinha                         | A Benção Dona Santa                      | 97     |
| 4    | Acadêmicos dos Prazeres            | Exaltação a Cartola                      | 94     |
| 5    | Anjo da Guarda                     | Alegria, Alegria, Samba Carnaval e Folia | 92     |
| 6    | Estrela de Madureira               | Sítio do Pica-Pau Amarelo                | 91     |
| 7    | Xodó das Meninas do Jardim América | *                                        | 88     |
| 8    | Gavião de Jacarepaguá              | *                                        | 88     |
| 9    | Unidos do Gramacho                 | O Poder das Flores                       | 82     |
| 10   | Passo do Ganso                     | *                                        | 82     |
| 11   | Unidos da Roquete Pinto            | *                                        | 79     |
| 12   | Bole-Bole                          | Deixe Nosso Índio Ter Seu Chão           | 63     |

### Grupo 7
O desfile do Grupo 7 foi realizado a partir da noite da segunda-feira, dia 14 de fevereiro de 1983, na Rua Mercúrio, na Pavuna.

#### Classificação
Sangue Jovem foi o campeão, sendo promovido ao Grupo 5.
| Legenda: Promovido ao Grupo 5 Promovidos ao Grupo 6 Rebaixados para o Grupo 8 |

| Col. | Bloco                      | Enredo                                | Pontos |
| ---- | -------------------------- | ------------------------------------- | ------ |
| 1    | Sangue Jovem               | *                                     | 99     |
| 2    | Unidos do Anil             | As Lendas do meu Brasil               | 96     |
| 3    | Paraíso da Alvorada        | Como Nasceram as Estrelas             | 95     |
| 4    | Unidos da Fronteira        | *                                     | 93     |
| 5    | Luar de Prata              | *                                     | 93     |
| 6    | Balanço do Jardim Palmares | *                                     | 91     |
| 7    | Independente               | *                                     | 89     |
| 8    | Gavião da Baixada          | Favela dos meus Amores                | 85     |
| 9    | Bloco da Mocidade          | *                                     | 85     |
| 10   | Engrossa                   | Grande Otelo                          | 84     |
| 11   | Amor a Natureza            | Ataulfo Alves                         | 83     |
| 12   | Império de Bonsucesso      | Domingo Alegre na Quinta da Boa Vista | 26     |

### Grupo 8
O desfile do Grupo 8 foi realizado a partir da noite da segunda-feira, dia 14 de fevereiro de 1983, na Avenida Santa Cruz, em Realengo.

#### Classificação
Mimo de Acari foi o campeão, sendo promovido ao Grupo 6.
| Legenda: Promovido ao Grupo 6 Promovidos ao Grupo 7 |

| Col. | Bloco                   | Enredo                             | Pontos |
| ---- | ----------------------- | ---------------------------------- | ------ |
| 1    | Mimo de Acari           | *                                  | 97     |
| 2    | Unidos da Curtição      | Sonhos de Criança                  | 95     |
| 3    | Sai Quem Quer           | Carequinha, um Carnaval de Alegria | 91     |
| 4    | Unidos da Rocinha       | As Maravilhas do Rio               | 90     |
| 5    | Pavão da Vila Rosário   | Origens do Pavão                   | 89     |
| 6    | União da Vila Realengo  | Alegria do Palhaço                 | 86     |
| 7    | Imperadores do Samba    | No Reino da Criançada              | 81     |
| 8    | Unidos da Vila São Luiz | *                                  | 79     |
| 9    | Teimosos da Vila        | A Deusa do Ouro                    | 77     |
| 10   | Unidos da Penha         | Festa da Penha                     | 75     |
| 11   | Mamãe não Deixa         | Carnaval                           | 73     |
| 12   | Sentinela de Pilares    | *                                  | 73     |

### Grupo 9
O desfile do Grupo 9 foi realizado a partir da noite da segunda-feira, dia 14 de fevereiro de 1983, na Rua Figueiredo Camargo, em Padre Miguel.

#### Classificação
Unidos do Bairro Central foi o campeão, sendo promovido ao Grupo 7.
| Legenda: Promovido ao Grupo 7 Promovidos ao Grupo 8 |

| Col. | Bloco                       | Enredo                                                                        | Pontos |
| ---- | --------------------------- | ----------------------------------------------------------------------------- | ------ |
| 1    | Unidos do Bairro Central    | Festa para uma Deusa Negra                                                    | 85     |
| 2    | Flor da Vila Tiradentes     | Alegria, Chegou o Carnaval                                                    | 82     |
| 3    | Pomba Rolou da Boca do Mato | O Carioca                                                                     | 80     |
| 4    | Acadêmicos de São Jorge     | As Rosas Não Falam, Assim Dizia o Poeta da Verde e Rosa (Homenagem a Cartola) | 64     |

## Frevos carnavalescos
O desfile dos clubes de frevo foi realizado na noite do sábado, dia 12 de fevereiro de 1983, na Avenida Rio Branco.

### Classificação
Bola de Ouro foi o campeão.
| Col. | Frevo                         | Pontos |
| ---- | ----------------------------- | ------ |
| 1    | Bola de Ouro                  | 56     |
| 2    | Lenhadores                    | 55     |
| 3    | Vassourinhas                  | 52     |
| 4    | Misto Toureiros               | 50     |
| 5    | Prato Misterioso              | 41     |
| 6    | Pás Douradas                  | 38     |
| 7    | Batutas da Cidade Maravilhosa | 35     |
| 8    | Gavião do Mar                 | 32     |

## Ranchos carnavalescos

### Grupo 1-A
O desfile do Grupo 1-A foi realizado a partir das 20 horas e 30 minutos da terça-feira, dia 15 de fevereiro de 1983, na Avenida Rio Branco.
Julgadores
A comissão julgadora foi formada por Adão Araújo, Angelo Chepris, Jacira Penha Menezes, José Carlos Moreira, Marina Porto Alfena, Nilton Costa, Paulo César, e Percilho Carvalho.

#### Classificação
O rancho Decididos de Quintino venceu o Grupo 1-A.
| Col. | Rancho                | Enredo                        | Pontos |
| ---- | --------------------- | ----------------------------- | ------ |
| 1    | Decididos de Quintino | O quê que a Bahia Tem?        | 90     |
| 2    | Azulões da Torre      | Você Já Foi à Bahia?          | 85     |
| 3    | Aliados de Quintino   | Reminiscências Carnavalescas  | 79     |
| 4    | Unidos do Cunha       | Primavera em Prelúdio         | 70     |
| 5    | Flor de Madureira     | Sonho de Um Artista           | 66     |
| 6    | Lira de Vila Isabel   | Bahia, Eterna Bahia           | 62     |
| 7    | Parasitas de Ramos    | Oitenta Anos de Amor e Poesia | 59     |

### Grupo 1-B
O desfile do Grupo 1-B foi realizado a partir da noite da segunda-feira, dia 14 de fevereiro de 1983, na Rua Domingos Lopes, em Madureira.

#### Classificação
Império de São Cristóvão foi o campeão, sendo promovido ao Grupo 1-A do ano seguinte.
| Legenda: Promovido ao Grupo 1-A * Sem informação disponível |

| Col. | Rancho                   | Pontos |
| ---- | ------------------------ | ------ |
| 1    | Império de São Cristóvão | 87     |
| 2    | Foliões de Jacarepaguá   | 70     |
| 3    | Alegria de Santo Cristo  | 67     |
| 4    | Recreio da Saúde         | 65     |
| 5    | Flor Amorosa de Ipanema  | 54     |
| 6    | União dos Caçadores      | 50     |
| 7    | Tradição de Olaria       | 50     |

## Sociedades carnavalescas
O desfile das grandes sociedades foi realizado na noite da sexta-feira, dia 11 de fevereiro de 1983, na Avenida Rio Branco.

### Classificação
Turunas de Monte Alegre foi o campeão.
| Col. | Sociedade                | Pontos |
| ---- | ------------------------ | ------ |
| 1    | Turunas de Monte Alegre  | 48     |
| 2    | Diplomatas da Tiradentes | 46     |
| 3    | Clube dos Fenianos       | 44     |
| 4    | Filhos de Ébano          | 37     |
| 5    | Tenentes do Diabo        | 32     |
| 6    | Pierrots das Cavernas    | 29     |
| 7    | Clube dos Cariocas       | 27     |
| 8    | Embaixada do Sossego     | 24     |
| 9    | Clube dos Independentes  | 23     |
| 10   | Clube dos Lordes         | 15     |
| 11   | Clube dos Embaixadores   | 12     |

## Desfile dos Campeões
O Desfile dos Campeões foi realizado na Rua Marquês de Sapucaí, a partir das 21 horas do sábado, dia 19 de fevereiro de 1983. A Caprichosos de Pilares foi convidada pela Riotur por ter sido prejudicada com a falta de luz em seu desfile. A campeã Beija-Flor desfilou entre vaias e aplausos.
| Ordem dos desfiles |
| 1. Unidos da Vila Kennedy 2. Flor da Mina do Andaraí 3. Império da Tijuca 4. Caprichosos de Pilares 5. Unidos de São Carlos 6. Portela 7. Beija-Flor |